# سرباز جهانی (فیلم ۱۹۹۲)
سرباز جهانی (به انگلیسی: Universal Soldier) یک فیلم اکشن و نظامی‌گری علمی تخیلی آمریکایی محصول سال ۱۹۹۲ به کارگردانی رولاند امریش، تهیه‌کنندگی آلن شاپیرو، کریگ باومگارتن و جوئل بی. مایکلز و نویسندگی ریچارد روتشتاین، کریستوفر لیچ و دین دولین است. این فیلم داستان لوک دوراکس (ژان کلود ون دام)، یک سرباز سابق ارتش ایالات متحده است که در جنگ ویتنام در سال ۱۹۶۹ کشته شد و پس از یک پروژه نظامی مخفی به نام برنامه «سرباز جهانی» به زندگی بازگشت. با این حال، او به گذشته خود پی می‌برد، اگرچه حافظه‌اش پاک شده بود، و در کنار یک خبرنگار تلویزیونی جوان (الی وکر) فرار می‌کند. در طول راه، آنها باید با بازگشت دشمن اصلی او، گروهبان، مقابله کنند. اندرو اسکات (دولف لاندگرن)، که عقل خود را در جنگ ویتنام از دست داده بود، و به یک غول پیکر روان پریش تبدیل شد، قصد کشتن او و رهبری سربازان جهانی را داشت.
این فیلم توسط ترایستار پیکچرز در ۱۰ ژوئیه ۱۹۹۲ اکران شد. این فیلم در راتن تومیتوز دارای ۳۵٪ محبوبیت است و ۹۵ میلیون دلار در سراسر جهان در برابر بودجه ۲۳ میلیون دلاری خود فروخت.

## خلاصه داستان
در جنگ ویتنام، اندرو (با بازی دولف لاندگرن) دیوانه شده و دست به کشتار غیرنظامیان به بدترین شکل زده‌است. بهترین دوست او لوک دوراکس (با بازی ژان کلود ون دم) سعی می‌کند او را متوقف کند اما نمی‌تواند. لوکه و اندرو به هم تیراندازی کرده و هر دو کشته می‌شوند اما سال‌ها بعد توسط گروهی دانشمند به زندگی بازمی‌گردند. به شکل سربازان جهانی…

## مشروح داستان
در سال ۱۹۶۹، یک گروه از ارتش ایالات متحده دهکده‌ای را از نیروهای ویتنام شمالی بازپس می‌گیرند. لوک دووُرو اعضای جوخه‌اش و چند تن از روستاییان را کشته می‌یابد. گروهبان او، اندرو اسکات، دچار جنون شده، گردنبندی از گوش‌های بریده ساخته و یک زوج جوان را گروگان گرفته است. دووُرو تلاش می‌کند با اسکات گفت‌وگو کند، اما اسکات مرد را می‌کشد و از دووُرو می‌خواهد برای اثبات وفاداری‌اش دختر را با گلوله بزند. دووُرو امتناع می‌کند و اسکات دختر را با نارنجک می‌کشد. آن دو به سوی یک‌دیگر تیراندازی می‌کنند و هر دو کشته می‌شوند. پیکرشان توسط گروه دیگری از سربازان پیدا شده، به‌صورت سرمازیستی منجمد می‌شود و ناپدیدشدنشان به‌عنوان "مفقودالاثر" طبقه‌بندی می‌گردد.
دهه‌ها بعد، جسد دووُرو و اسکات همراه با دیگران دوباره زنده می‌شود و برای برنامه‌ای به‌نام «سرباز جهانی» (UniSol) انتخاب می‌گردند؛ واحدی ویژه برای مقابله با تروریسم. به آن‌ها آمپولی عصبی تزریق می‌شود تا ذهن‌شان مطیع بماند و خاطراتشان سرکوب شود. این گروه برای مقابله با بحران گروگان‌گیری به سد هوور اعزام می‌شود. آن‌ها با مهارت‌ها و توان جسمی فراتر از حد معمول، تروریست‌ها را شکست می‌دهند. برای نمونه، UniSol با کد GR76 گلوله‌های نزدیک به خود را تحمل می‌کند. اما دووُرو با دیدن دو گروگان که شبیه روستاییان ویتنامی هستند، خاطراتش را به یاد می‌آورد. او از دستورات سرپیچی کرده و پاسخ نمی‌دهد.
در مرکز فرماندهی سیار، روشن می‌شود که یونیسال‌ها تقویت ژنتیکی شده‌اند و قابلیت ترمیم بدن و قدرت بدنی فوق‌العاده‌ای دارند، اما در اثر داغ شدن، از کار می‌افتند. در پی این نقص، تکنسینی به‌نام وودوارد پیشنهاد می‌دهد که دووُرو از تیم کنار گذاشته شود، ولی سرهنگ پری، فرمانده یونیسال‌ها، مخالفت می‌کند. در این میان، خبرنگار تلویزیونی، ورونیکا رابرتز که پس از گزارش حادثهٔ سد هوور اخراج شده، تلاش می‌کند با تهیه گزارشی دربارهٔ پروژهٔ یونیسال، شغلش را بازپس گیرد. او با فیلم‌بردارش به‌صورت پنهانی وارد پایگاه می‌شود و جی‌آر۷۶ را در حالی که در یخ خوابیده و با وجود جراحت‌های مرگبار زنده است، کشف می‌کند.
پس از کشف آن‌ها، به دووُرو و اسکات دستور داده می‌شود که رابرتز را زنده یا مرده دستگیر کنند. رابرتز با فیلم‌بردارش فرار می‌کند، اما خودرویشان تصادف می‌کند. اسکات برخلاف دستور، فیلم‌بردار را به سردی می‌کشد. دووُرو رابرتز را نجات داده و با خودرو یونیسال‌ها فرار می‌کنند. برای حفظ پروژه، سرهنگ پری دیگر یونیسال‌ها را برای یافتن دووُرو و رابرتز اعزام می‌کند.
دووُرو و رابرتز به یک متل پناه می‌برند. رابرتز پی می‌برد که به اتهام قتل فیلم‌بردارش تحت تعقیب قرار گرفته است. دووُرو در اثر داغ شدن از حال می‌رود و مجبور می‌شود در وان یخ بخوابد. یونیسال‌ها متل را نابود می‌کنند، ولی آن دو با پنهان شدن در تخت جان به‌در می‌برند. سپس با خودرویی سرقتی به پمپ‌بنزینی می‌گریزند و رابرتز فرستندهٔ ردیابی را از پای دووُرو درمی‌آورد. آن‌ها تله‌ای می‌گذارند و با رسیدن یونیسال‌ها، پمپ‌بنزین را منفجر می‌کنند. با وخامت اوضاع، به سرهنگ پری دستور داده می‌شود مأموریت را متوقف کند، اما جنون اسکات بازمی‌گردد؛ او پری و همهٔ کارکنان جز دو پزشک را می‌کشد. دووُرو و رابرتز مخفیانه وارد اتوبوس فرماندهی می‌شوند و اسناد پروژهٔ یونیسال را می‌ربایند. اسکات به تیم مطیع یونیسال دستور می‌دهد که آن دو را بکشند.
رابرتز با استفاده از اسناد ربوده‌شده، با دکتر کریستوفر گرِگور تماس می‌گیرد. او توضیح می‌دهد که پروژهٔ یونیسال در دهه ۶۰ میلادی برای ساخت سربازی کامل آغاز شده بود. هرچند توانسته بودند مردگان را زنده کنند، اما نتوانسته بودند نیاز بدن به خنک‌سازی را حل کنند. مشکل دیگر این بود که خاطرات لحظات پایانی زندگی شدت می‌یابد؛ اسکات هنوز باور دارد که در ویتنام با شورشیان می‌جنگد. پس از خروج دووُرو و رابرتز از خانهٔ دکتر، پلیس آن‌ها را بازداشت می‌کند. اسکات و جی‌آر۷۶ به کاروان پلیس حمله می‌کنند. در تعقیب‌وگریز، اتوبوس پلیس و کامیون یونیسال به دره گرند کنیون سقوط کرده و منفجر می‌شوند، و جی‌آر۷۶ کشته می‌شود. دووُرو و رابرتز به مزرعه خانوادگی دووُرو در لوئیزیانا می‌روند.
پس از دیدار دوباره دووُرو با خانواده‌اش، اسکات ظاهر می‌شود و خانواده و رابرتز را گروگان می‌گیرد. او با استفاده از تقویت‌کننده‌های عضلانی، دووُرو را بی‌رحمانه کتک می‌زند. رابرتز فرار می‌کند، اما ظاهراً با پرتاب نارنجکی از سوی اسکات کشته می‌شود. دووُرو تقویت‌کننده‌ها را برداشته و به خودش تزریق می‌کند. حالا که از نظر قدرت برابر شده‌اند، دووُرو اسکات را بر نوک‌های دستگاه علوفه‌بر پرتاب می‌کند و آن را روشن می‌سازد؛ اسکات تکه‌تکه می‌شود. رابرتز که از انفجار جان سالم به در برده، دووُرو را در آغوش می‌گیرد. دووُرو در پاسخ به او می‌گوید: «اسکات این دور و برهاست».

## بازیگران
- ژان کلود ون دم در نقش لوک دوراکس
- دولف لاندگرن در نقش اندرو اسکات
- الی وکر در نقش ورونیکا رابرتز
- اد اوراس

## تولید
در فوریه ۱۹۹۰، اندرو دیویس برای کارگردانی استخدام شد و او نیز در فیلمنامه نقش داشت. ولی بعداً توسط رولند امریش جایگزین شد، که شریک خلاق خود دین دولین را برای بازنویسی جنبه‌های فیلمنامه به خدمت گرفت. فیلمبرداری اصلی در اوت ۱۹۹۱ آغاز شد. کارولکو، شرکت تولیدکننده فیلم، با مشکلات مالی روبرو بود و امیدوار بود که بازگشت فیلم در گیشه آنها را سرپا نگه دارد.

## دنباله‌ها
این فیلم تا سال ۲۰۱۲ پنج دنباله به خود دیده‌است. سه دنباله رسمی و دو دنباله غیررسمی. در تمامی دنباله‌های رسمی ژان کلود ون دم در نقش لوک دوراکس ظاهر شده‌است.
- سرباز جهانی ۲: برادران در ارتش (۱۹۹۷)
- سرباز جهانی۳: عملیات ناتمام (۱۹۹۸)
- سرباز جهانی: بازگشت (۱۹۹۹)
- سرباز جهانی: احیا (۲۰۱۰)
- سرباز جهانی: روز تسویه حساب (۲۰۱۲)